# Кисёв, Венцеслав
Венцеслав Иванов Кисёв (болг. Венцеслав Иванов Кисьов; 17 июля 1946, Любимец — 19 мая 2014, София) — болгарский актёр театра и кино. Наиболее известен русскоязычной аудитории исполнением титульной роли в многосерийном телефильме «Карл Маркс. Молодые годы», за которую получил Ленинскую премию (1982 год) и почётное звание «Заслуженный артист Народной Республики Болгария». Поэт, прозаик, театральный критик, общественный деятель.

## Биография
Венцеслав Иванов Кисёв родился 17 июля 1946 года в городе Любимец на юге Болгарии. В 1961—1965 годах учился в гимназии в городе Бургас. Играл в театральной студии, посещал литературный кружок. Свои первые стихи публикует в 1965—1967 годах. В 1967—1971 годах учится в Национальной академии театрального искусства и кинематографии на курсе актёрского мастерства. Успешной премьерой стала роль Ромео в классической постановке трагедии Шекспира «Ромео и Джульетта» драматического театра г. Видин. Актриса, игравшая Джульетту, вскоре стала женой Венцеслава, чью любовь и поддержку он ценил до последних дней своей жизни. В 1972—1974 годах служил в драматическом театре г. Габрово, в 1974—1976 годах — в столичном театре «София».
В 1977 год приглашён для съёмок в главной роли многосерийного телефильма «Карл Маркс. Молодые годы», за которую чуть позже получил Ленинскую премию. Это был совместный проект СССР и ГДР под творческим руководством Льва Кулиджанова. Подбор ведущего актёра проходил достаточно долго, пробы проходили 173 кандидата. Выбор пал на болгарского артиста. Советские кинематографисты посчитали это большой удачей: весел, находчив, образован. Но это решение, по воспоминаниям сценариста Анатолия Гребнева, не устроило немецких коллег: «Привлекателен, симпатичен, мужчина на одну ночь, но — почему же Маркс?» После продолжительных диспутов кинематографисты ГДР смирились с мнением Кулиджанова. Сам актёр считает, что его кандидатура утверждена потому, что он был не российским и не немецким артистом, что устроило обе стороны.
С 1979 служил в театре «Слёзы и смех», с 2005 вплоть до закрытия также являлся его директором. Последние годы в основном занимался преподавательской деятельностью. Выступил одним из подписантов открытого письма ста болгарских интеллектуалов в связи с признанием Болгарией Республики Косово «Сколько стоят наши души?»
Всего сыграл свыше 100 ролей в кино и театре, был обладателем пяти национальных премий и двух международных наград за актёрское мастерство. Автор нескольких поэтических сборников, в том числе «Пространства тишины» (болг. Пространства на мълчанието), «Непроснувшаяся нежность» (болг. Недосънувана нежност), «Улыбка Бога» (болг. Усмивката на Бога). Переводил пьесы, стихи и прозу русских и немецких авторов.
Скончался 19 мая 2014 года после продолжительной борьбы с онкологическим заболеванием (рак лёгких).

## Избранная фильмография
| Год  |     | Русское название         | Оригинальное название      | Роль                    |
| ---- | --- | ------------------------ | -------------------------- | ----------------------- |
| 1980 | мтф | Карл Маркс. Молодые годы | Карл Маркс. Молодые годы   | Карл Маркс              |
| 1981 | ф   | Высшая мера              | Мера според мера           | молодой турецкий офицер |
| 1984 | ф   | Вкус жемчуга             | Вкус на бисер              | Найден                  |
| 1985 | ф   | Последний язычник        | Последният езичник         | роль                    |
| 1985 | ф   | Борис I                  | Борис I                    | Докс                    |
| 1986 | ф   | Эшелон                   | Ешелоните на смъртта       | Белев                   |
| 1987 | ф   | Рокада                   | Рокада                     |                         |
| 1987 | ф   | Пять женщин на фоне моря | Пет жени на фона на морето |                         |
| 2002 | в   | Акулы 3: Мегалодон       | Shark Attack 3: Megalodon  | начальник смены         |
| 2002 | ф   | Под откос                | Derailed                   | инженер-железнодорожник |
| 2003 | ф   | В аду                    | In Hell                    | прокурор                |
| 2005 | в   | Предельная глубина       | Submerged                  | плохой капитан          |
| 2007 | ф   | Отпуск Лили              | Ваканцията на Лили         |                         |